# Chlorothraupis
Chlorothraupis es un género de aves paseriformes perteneciente a la familia Cardinalidae que agrupa a especies nativas de la América tropical (Neotrópico), cuyas áreas de distribución se encuentran desde el este de Nicaragua a través de América Central y del Sur hasta el noroeste de Bolivia. A sus miembros se les conoce por el nombre popular de tangaras y también fruteros o guayaberos. Tradicionalmente se clasificaban en la familia Thraupidae.

## Características
Los pájaros de este género son cardinálidos robustos, que miden entre 17 y 18 cm de longitud, de gruesos picos y predominantemente oliváceos, que habitan en el sotobosque de bosques húmedos en los bajos contrafuertes de los Andes.

## Taxonomía
Aunque tradicionalmente considerado un miembro de la familia Thraupidae, fuertes evidencias genéticas (Burns 1997, Burns et al. 2002, 2003, Klicka et al. 2000, 2007) indicaron que el género Chlorothraupis pertenece a Cardinalidae. Similitudes en el comportamiento con Habia habían sido notadas anteriormente por Willis (1966). En la Propuesta No 318 al Comité de Clasificación de Sudamérica (SACC) se aprobó la transferencia a Cardinalidae.
Los estudios de Klicka et al (2007) encontraron que Habia es parafilético en relación con Chlorothraupis, con Habia rubica más cercana a Chlorothraupis que al par formado por Habia fuscicauda y Habia gutturalis. Birdlife International coloca a las cuatro especies del presente género en Habia.
La especie Chlorothraupis frenata fue descrita y tradicionalmente tratada como una subespecie de Chlorothraupis carmioli, pero ya era separada como especie plena por diversos autores y clasificaciones, como Ridgely & Tudor (2009), el Congreso Ornitológico Internacional (IOC), Aves del Mundo (HBW) y Birdlife International (BLI), y más recientemente Clements checklist/eBird, con base en diferencias de plumaje y vocalización y la gran separación geográfica. El SACC, en la Propuesta No 950 ratificó esta separación; así como también el Comité de Clasificación de Norte y Mesoamérica (N&MACC) en la Propuesta 2023-A-12.

## Lista de especies
De acuerdo a las clasificaciones del Congreso Ornitológico Internacional (IOC) y Clements checklist/eBir el género agrupa a las siguientes especies, con el respectivo nombre común de acuerdo con la Sociedad Española de Ornitología (SEO):
| Imagen | Nombre científico         | Autor                           | Nombre común       | Estado de conservación | Distribución |
| ------ | ------------------------- | ------------------------------- | ------------------ | ---------------------- | ------------ |
|        | Chlorothraupis carmioli   | (Lawrence), 1868                | tangara de Carmiol | LC                     |              |
|        | Chlorothraupis frenata    | Berlepsch, 1907                 | tangara embridada  | LC                     |              |
|        | Chlorothraupis olivacea   | (Cassin), 1860                  | tangara olivácea   | LC                     |              |
|        | Chlorothraupis stolzmanni | (Berlepsch & Taczanowski), 1884 | tangara pechiocre  | LC                     |              |